# Історія пошти і поштових марок Боснії і Герцеговини
Історія пошти і поштових марок Боснії і Герцеговини ділиться на наступні періоди: османський, югославських держав і сучасної незалежної конфедеративної держави.
Перші поштові марки на території нинішньої Боснії і Герцеговини з'явилися влітку 1879 року. Австро-Угорська окупація призвела до видання спеціальних поштових марок на території Боснії і Герцеговини 1 липня 1879 року. Перша поштова марка із зображенням двоголового орла — герба Австро-Угорщини була сірого кольору і мала кілька різновидів. Номінал марки становив один крейцер.

## Розвиток пошти

### Сучасність
Нині в Боснії і Герцеговині працюють три поштові служби, які емітують власні поштові марки з номіналами в єдиній валюті: конвертованих марках (KM) або BAM, які дійсні на всій території Боснії і Герцеговини. Крім Боснії і Герцеговини в Європі і світі є ще кілька країн з декількома поштовими адміністраціями (Андорра, Австралія, Кіпр, Велика Британія, Данія, Індонезія, Китай, Франція, Сербія, Хорватія, Італія та ін.). Функціонування в цих країнах різних поштових служб і знаходження там в поштовому обігу різних марок викликані географічними, політичними, історичними та іншими причинами. Причиною наявності трьох поштових відомств в Боснії та Герцеговині став розпад Югославії і війни, які за цим слідували. Потреби в контактах між населенням, в грошових переказах і т. д. задовольнялися пересиланням поштових відправлень з Європи переважно по приватним каналам або через пошту сусідніх країн з обов'язковим зазначенням кінцевого адресата.
Ще одна особливість поштового зв'язку в Боснії і Герцеговині полягає в тому, що в деяких містах менш ніж в кілометрі один від одного розташовані поштові відділення двох різних поштових служб, де відповідно можна придбати два види поштових марок. Це, наприклад, Сараєво, Вітез, Мостар, Нові-Травник, Горні-Вакуф і т. д. (в літературі згадується аналогічна ситуація з ОАЕ і Оманом в районі кордону між ними). Ця особливість знаходить висвітлення в наявності в Європі щодо високого попиту на марки Боснії і Герцеговини, а також сприяє розвитку графічного дизайну і появи оригінальних ідей, що призводить до випуску поштових марок високої якості. Аналогічний приклад Чехословаччини, де після її розпаду з'явилися дві поштові служби високої якості. Протилежним прикладом служить пошта Німеччини, яка після злиття і приватизації втратила в якості і дизайні поштових марок.

## Османський період
До австро-угорської окупації, а саме до липня 1878 на території Боснії перебували в обігу поштові марки османської пошти того періоду. Невідомо, чи існували спеціальні марки для Боснії і Герцеговини. Марки османської пошти, що знаходилися в обігу на боснійській території розрізняються за наявними на них відбитках поштових штемпелів з позначенням міст: Сараєво, Мостар, Баня-Лука, Травник, Нові-Пазар, Прут (нині Брод) і Біхеке (нині Бихач). Всі написи виконані арабським письмом на турецькій мові. Номінали від 20 пара, 1, 2 і 5 курушів. У філателістичній літературі немає чіткої класифікації цих марок за основними ознаками.

## Австро-Угорський період

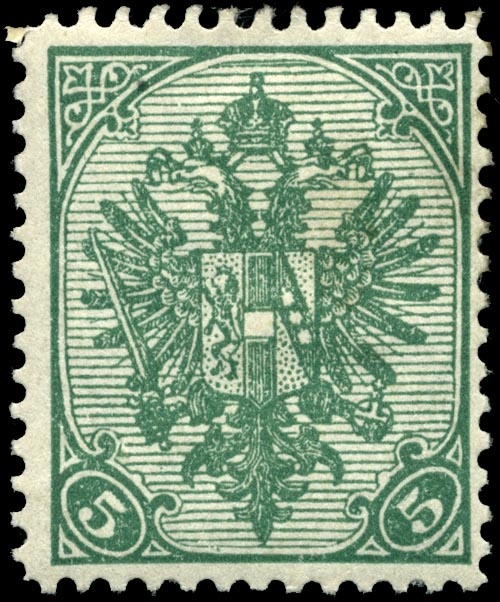
Поштова марка Австро-Угорщини для Боснії і Герцеговини номіналом в 5 геллерів (1900)

Перша поштова марка побачила світ 1 липня 1879 року. На марці зображений двоголовий орел з гербом. Поштові марки з 1879 по 1908 роки крім Боснії і Герцеговини були в обігу і в Санджаку, що керувався військовою адміністрацією Австро-Угорщини. У ті часи для військової пошти, яка перебувала у віданні військового міністерства, було нехарактерно використання громадянської пошти, як це мало місце в Боснії і Герцеговині. Через виниклі мовні проблеми австро-угорська пошта ухвалила рішення про випуск марки без будь-яких написів, щоб підкреслити рівноправність мов і культур в цій проблемі. До 1900 року вживався австрійський гульден (форинт), який налічував 100 крейцерів. Після 1900 року в обігу була крона (нім. Krone) в якій було 100 геллерів (нім. Heller). Перша серія складалася з марок дев'яти номіналів і дев'яти різних кольорів: 1, 2, 3, 5, 10, 15, 25, 20 і ½ крейцерів. Номінал був вказаний у верхньому лівому і правому куті.

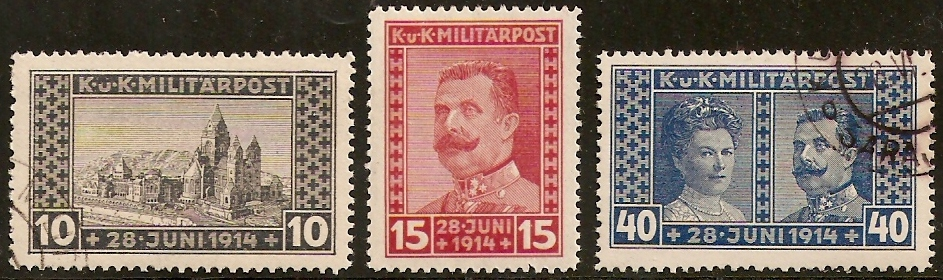
Серія з трьох марок, випущена в 1917 році із зображенням убитого спадкоємця престолу Франца Фердинанда і його дружини Софії. На першій марці представлений проект церкви, присвячений Софії, яка так і не була побудована

Відомо багато різновидів, що розрізняються за якістю і типом друку, зубцівкою і водяним знаком. Всі марки надруковані в державній друкарні у Відні. Тільки в 1906 році вийшла перша серія марок з написом німецькою мовою: «Bosnien-Herzegowina» («Боснія-Герцеговина»). Серія включала 16 поштових марок з місцевими сюжетами. На марках зображені міста, річки і типові транспортні засоби того часу. Це види міст Добруш, Мостар, Яйце, Сараєво (зображений старий ринок Башчаршія (англ. Baščaršija), вежі Святого Луки в Яйце, а також портрет імператора Франца Йосифа I. Малюнки марок виконав відомий австрійський художник і графік, Коломан Мозер (нім. Koloman Moser Ця серія марок, випущена для Боснії і Герцеговини, є революційною для того часу, тому що до сих пір, особливо в Європі, випускалися тільки поштові марки з гербом імператора або короля або із зображенням поточного правителя. Коли перший випуск закінчився, австрійська друкарня тут же надрукувала іншу серію, це були марки з зубцівкою від 6 до 12. За деякими даними, існує і серія з зубцівкою 5, але її походження невідоме.
У 1912 році вийшла серія з 21 марки із зображенням імператора Франца-Йосифа I, на якій вперше з'явився напис: «Ku K.Militär Post Bosnien-Hercegovina» («Імператорська і королівська військова пошта Боснії-Герцеговини»), але без звичайних німецьких z і w в назві «Hercegovine». Їх номінали — від одного геллера до 10 крон. У 1917 році була емітована серія з трьох поштових марок із зображенням убитого спадкоємця престолу Франца Фердинанда і його дружини Софії, а також проекту церкви, присвяченої Софії, яка так і не була побудована. Остання поштова марка з'явилася 1 вересня 1918 року. На ній зображений Мостар з написом 1918 і імператор Франц-Йосиф I. Підготовлена серія марок 1918 року зі зображенням імператора Карла в обіг так і не вийшла і в каталогах не включається в число звичайних поштових марок.
На відміну від австрійських випусків, на випусках для Боснії і Герцеговини в основному представлені міста Боснії і Герцеговини, в той час як випуски для Австрії переважно присвячені членам імператорської королівської сім'ї, зрідка — палацам Шенбрунн або віденському Гофбург. Всього було випущено 148 різних марок, які мають відносно високу вартість в німецькому каталозі «Міхель», де вони перебувають у розділі «Австрія». Крім того, вони є улюбленим об'єктом колекціонування у європейських філателістів, а вартість добре збережених примірників марок часом досягає кілька тисяч євро (€).

### Газетні марки
У 1913 році вийшла серія з чотирьох поштових марок із зображенням дівчини в традиційному боснійському одязі. Марки використовувалися для оплати пересилання газет і залишалися в обігу до 28 жовтня 1918 року. Як і більшість газетних марок того часу, вони беззубцові і зазвичай розрізали при реалізації в поштовому вікні. Після закінчення Першої світової війни вони виходили з різними надпечатками в Королівстві СХС як марки в звичайному поштовому обігу.

### Порто-марки
Крім універсальних поштових марок австрійська пошта емітувала і так звані порто-марки, яких відомо три різних типи. Перший випуск відноситься до 1904 року.
На марках напис: «Milit. Post — Portomarken» (« Військова пошта — Порто-марка»), всі вони були чорно-червоно-жовтого кольору і мали різні номінали від 1 до 200 геллерів. Другий випуск відноситься до 1916—1918 років і вийшов з номіналами від 2 геллерів до 3 крон.

### Поштово-гербові марки
У поштовому обігу використовувалися і гербові марки (тобто поштово-гербові марки), які відрізнялися тим, що на них всі написи були на латиниці, кирилиці і на арабському алфавіті, наприклад: «… 1 novčić … Zemaljska vlada za Bosnu i Hercegovinu …». Є два типи, обидва номіналом в 1, 2 і 4 крейцера червоного або коричневого кольору і за стилем відрізняються від інших випусків. Графічне рішення «odgovara ukrasima», яке, можливо, мало релігійну основу.

### Марки на фронті
Крім вищеописаних марок, Австро-Угорська імперія під час Першої світової війни на окупованих територіях використовувала поштові марки Боснії і Герцеговини з додатковою надпечаткой, як марки польової пошти (нім. Feldpostmarke). Використовувалися різні серії, з надпечатками на марках Боснії і Герцеговини «KUK Feldpost» («Імператорська і королівська польова пошта»), а також «Serbien» («Сербія»). Розрізняють різні надпечатки, як по розташуванню (горизонтально або по діагоналі), так і за кольором надпечатки. Марки виходили з 1915 по 1918 рік. Порто марки з надпечаткою (наприклад, 6 Centesimi) використовувалися в Італії аж до 1918 року. З філателістичної точки зору ці марки не мають відношення до Боснії і Герцеговині, проте також цікаві через розмаїття надпечаток і їх поширеності в Європі.

### Падіння Австро-Угорської імперії
З розпадом Австро-Угорської імперії і створенням Держави СХС, пошта в Боснії і Герцеговині поступово розвивалася в період існування єдиної держави. З листопада 1918 року в обігу були поштові марки Австрії з надпечаткою декількох типів. Вони розрізняються по написанню (латиниця або кирилиця) і кольором надпечатки. У верхній частині знаходиться напис «DRŽAVA S.H.S» («Держава С. Х. С.»), посередині зліва і справа рік 1918, а в нижній частині — «Bosna i Hercegovina» («Боснія і Герцеговина»). Номінали продовжували позначатися в кронах і геллерах до червня 1920 року, до введення динара. Крім знайомих географічних сюжетів, в обігу були поштові марки із зображенням дівчини в національному одязі, на яких були надруковані нові номінали.
11 березня 1919 року на поштових марках Австрії з'явився напис «Kraljevstvo Srba, Hrvata i Slovenaca» («Королівство сербів, хорватів і словенців»), що змінила напис «Kraljevstvo S.H.S». Марки залишалися в обігу до 1921 року, коли на всій території королівства в обіг вийшла нова серія із зображенням сербського регента Олександра I і короля Петра I.
Марки були дійсні тільки на території Боснії і Герцеговини, в той час як інші частини Держави СХС мали власні марки (Словенія, Хорватія, Сербія і Чорногорія), або використовували поштові марки Угорщини з новою надпечаткою. Деякі каталоги («Міхель») починаються з поштових марок Боснії і Герцеговини, які є першими марками колишньої Югославії.

## Період Королівства Югославії
З 1929 року і до початку Другої світової війни в Боснії і Герцеговині (1941) не було власної пошти. В обігу були югославські поштові марки, на яких дуже рідко зустрічається тематика Боснії і Герцеговини. Так, в 1929 році в зв'язку з тисячоліттям заснування хорватського королівства вийшла серія з трьох марок, на одній з яких зображена базиліка Томіслава в Дувно. Номінал марки — 50 + 50 пара. На цій марці в 1931 році була зроблена надпечатка нової назви держави: Королівство Югославія на латиниці і кирилиці. Час від часу на марках з'являлися види міст Яйце, Мостар, Сараєво, але тематично пошта Югославії орієнтувалася на історію сербського народу в першу світову війну і на королівську сім'ю Карагеоргієвичів.

## Друга світова війна

### Незалежна держава Хорватія
Розпад Королівства Югославії і заснування Незалежної держави Хорватія 10 квітня 1941 року на території Боснії і Герцеговини привів до розпаду поштового зв'язку Югославії і встановлення Хорватської пошти. Вже 12 квітня вийшла марка з надпечаткою «Nezavisna Država Hrvatska» («Незалежна держава Хорватія») з портретом короля Петра (югославська марка 1930-х років). Перший випуск, на якому впізнається хорватська тематика, що вийшов в 1941/1942 році, представляє і боснійську тематику: види Яйце, річки Дрині, Коніца, мечеті Бека (Begova džamija) в Сараєві та Баня-Луці. У серію входило 19 поштових марок, на яких є навіть і Земун.
12 жовтня побачила світ серія Червоного Хреста з трьох марок із зображенням традиційного одягу. На одній них зображений чоловічий костюм з околиць Травника. Марка залишалася в обігу до 31 травня 1945 року і мала номінал 2 + 2 куни. 4 жовтня 1942 року вийшла поштова марка із зображенням селянки з Боснії, яка також відноситься до серії Червоного Хреста.
У наступні кілька років існування Незалежної держави Хорватія на її поштових марках не появляються сюжети, пов'язані з Боснією і Герцеговиною, тематика поштових марок розвивається в іншому напрямку, але представляє інтерес одна з марок 1944 року, на якій зображений солдат, що стоїть на сторожі на Дрині. Зі зникненням Незалежної держави Хорватія з політичної сцени пішли в історію і її поштові марки, до сих пір зустрічаються в багатьох колекціях.

### Демократична Федеративна Югославія
Після звільнення Незалежної держави Хорватія (НДХ) від усташів і уторення Демократичної Федеративної Югославії на території Боснії і Герцеговини спочатку вживалися поштові марки НДХ з місцевими надпечатками відповідно до того чи іншого району. Так, наприклад, пошта в Мостарі використовувала марки Незалежної держави Хорватія з видами міст з надпечаткою тексту «Demokratska Federativna Jugoslavija» («Демократична Федеративна Югославія») і нового номіналу в кунах. Марки були в обігу з 28 квітня 1945 року по 31 липня 1945 року. Деякі з них мають велику вартість, хоча їх слід відрізняти від схожих марок, які друкувалися в Хорватії і не є особливо цінними, в основному, через набагато більш значні тиражі. Тиражі коливаються від 1 тисячі до 43 тисяч примірників, на відміну від хорватських випусків, тираж яких перевищує 100 тисяч.
Пошта в Сараєві надпечатала на поштових марках Незалежної держави Хорватія поруч з написом «Demokratska Federativna Jugoslavija» герб нової держави з червоною зіркою і п'ятьма смолоскипами зліва. Всього було випущено 13 поштових марок, двох різних малюнків, які використовувалися з 7 липня по 9 липня 1945 року. За ці три дні, до моменту, коли наказом Міністерства пошти з Белграда марки були оголошені недійсними, вилучені з продажу і знищені, в обіг надійшло лише 600 примірників марок. Ці поштові мініатюри нині одні з найбільш цінних поштових марок колишньої Югославії. Тільки останнім часом деякі боснійські марки Республіки Сербської стали цінуватися вище звичайних марок колишньої Югославії.

## Соціалістичний період
У період Федеративної Народної Республіки Югославія не було ніяких спеціальних емісій в Боснії і Герцеговині, але з початку 1950-х років на поштових марках з'явилися мотиви боснійських міст. Також випускалися марки за темами: народні костюми, річниці повстання, герб і прапор, але це, як правило, були випуски для всіх шести республік Югославії. Важливі також і загальні випуски, присвячені роковинам звільнення Сараєва, а також відомим історичним персонам. Для цих випусків характерно те, що історія Боснії і Герцеговини середньовіччя представлена на них не так широко, тоді як в інших республіках це було спільною темою. Також незнаменитим особистостям (наприклад, письменникам) періоду Османської імперії не знайшлося місця на поштових марках, незважаючи на те, що вони писали про боснійців, хоча і на тодішній народній мові. Звичаї і традиції народу Боснії та Герцеговини були значно представлені з цієї точки зору, якщо тільки це не було пов'язано з державами Сербія або Хорватія, не відносилось до середніх століть або до періоду османського правління.
Зі спеціальних поштових марок виходили тільки доплатні марки, але вони були, як правило, обмежені за часом. Тематика їх була спільною, так що не можна говорити про місцеві марки, як, наприклад, в період перед закінченням Другої світової війни з 1944 по 1945 рік, які були дійсні лише на обмеженій території до заснування єдиної поштової служби.
На серії 1980-х років, випущеній на честь XIV Зимових Олімпійських ігор в Сараєво, зображені сюжети Сараєва, види спорту, спортсмени, а також емблема Олімпіади. Це одна з найбільш цікавих спроб югославської пошти наблизитися до світових стандартів. Серія вийшла тиражем до 1 мільйона примірників.

## Період незалежної Боснії і Герцеговини
Розпад Югославії і проголошення незалежності Республіки Боснії і Герцеговини привели до створення пошти Боснії і Герцеговини з місцезнаходженням в Сараєво. У перший час використовувалися поштові марки колишньої держави з різними надпечатками, але початок військових дій призвели до часткового порушення поштового зв'язку.
Початок війни призвів до проголошення парадержавних утворень на території Республіки Боснії і Герцеговини: так званого Хорватської спільноти (пізніше республіки) Герцег-Босна, що припинила своє існування після підписання Вашингтонської угоди на початку 1994 року, і так званої Сербської республіки Боснії і Герцеговини (пізніше Республіки Сербської), яка в 1995 році після Дейтонської угоди стала Республікою Сербською — суб'єктом Боснії і Герцеговини.
На цих землях були створені окремі поштові служби: Хорватська пошта в Мостарі (Hrvatska pošta Mostar), зі штаб-квартирою в Мостарі, і Сербська пошта (Srpske pošte), зі штаб-квартирою в Баня-Луці. Обидві вони не є членами Всесвітнього поштового союзу (ВПС), але продовжують функціонувати в Боснії і Герцеговині, а поштові марки, що випускаються ними знаходяться в звичайному поштовому обігу. Невідомо, чи можлива змішана франкіровка (франкирування одного поштового відправлення двома або кількома марками, емітованими різними поштовими службами).

### Пошта Боснії і Герцеговини
У Сараєві 27 жовтня 1993 року вийшла серія з семи марок з тодішнім гербом Республіки Боснія і Герцеговина з ліліями. Їх номінали були від 100 до 50 000 динарів (BHD), а тираж — від 50 000 комплектів. Існують різні випуски першого дня, але марки беззубцеві і невідомо, чи були вони в обігу через початок бойових дій в Сараєві. Можна знайти багато випусків першого дня (Конверт першого дня) з відповідним штемпелем і написом «Suvenir» («Сувенір») і т. ін., яі не відповідають стандартам ВПС, але також і з текстами, які показують поточний стан в Сараєво в 1993 році. Тому часто ці відповідні листи сприймаються як перші марки Республіки Боснія і Герцеговина, хоча дуже рідко можна зустріти, щоб ці марки взагалі були в поштовому обігу. З'являлися вони і пізніше, але без штемпеля. У 1994 році вийшла серія беззубцевих марок, присвячена Зимовим Олімпійським іграм в Сараєво 1984 року (десятиріччя з дня їх відкриття) номіналами в 50 000 100 000 і 200 000 динарів.
Марки Республіки Боснії і Герцеговини спочатку тематично характеризуються ситуацією, що склалася в Боснії під час війни. Райони, де вони були в обігу, обмежувалися Сараєво і територією, що контролювалася армією Республіки Боснії і Герцеговини. Крім теми військових руйнувань (головпоштамт в Сараєві, серія з семи марок 1995 року), тематика поштових марок включає історичні мотиви, мотиви природи, мистецтва, спорту і релігії. Ці поштові марки можна було б вважати першими марками в обігу, які до сих пір залишаються в обігу, із застосуванням відповідного фінансового еквівалента їх номіналів, позначених в боснійських динарах, а не в конвертованих марках.
З 25 липня 1994 року до 10 жовтня 1997 року поштові марки були деноміновані в динари (10 000 старих динарів = 1 новий динар), а 1 жовтня в Боснії і Герцеговині була введена нова валюта конвертована марка (1 KM = 100 динарів), яка залишається в обігу по теперішній час. Майже всі марки 1995 року продовжують залишатися в поштовому обігу. Починаючи з 1996 року, на марках присутня назва Боснії і Герцеговини (англ. Bosna i Hercegovina) і впізнавана емблема пошти. Пошта Боснії і Герцеговини є членом ВПС (Всесвітнього поштового союзу), і її щорічні тематичні випуски поштових марок схожі на тематичні випуски інших поштових адміністрацій світу.
Протягом останніх декількох років тематика марок становить інтерес для колекціонерів, як завдяки новому графічному дизайну, так і завдяки специфічності тем. Особлива увага продовжує приділятися туризму, містахмі відомим персоналіям: королева Олена, Хусейн Градашчевич, Мірза Башаджич, Бахрія Нурі-Хаджич (англ. Bahrija Nuri Hadžić), Насіха Капіджіч-Хаджич (англ. Nasiha Kapidžić-Hadžić), Мустафа Муяга Комадіна (Mustafa Mujaga Komadina) — лише деякі з діячів боснійської історії, представлені на поштових марках боснійської пошти. Представлена також і гастрономічна тематика. Наприклад, «deset u pola» («десять з половиною») — сараєвські чевапчичі, в 2005 році видано блок із зображенням традиційних страв боснійської кухні: долми і пахлави, з надрукованим рецептом англійською мовою, на випуску 2007 року зображений бурек). Пошта Боснії і Герцеговини на своїх поштових мініатюрах використовує виключно латиницю. Крім поштових марок вона випускає і інші філателістичні матеріали, такі як картмаксимуми і конверти першого дня.
Крім спільних випусків з двома іншими поштовими службами Боснії і Герцеговини, пошта Боснії і Герцеговини здійснила кілька спільних філателістичних випусків: з поштовою службою Катара в 2003 році і кувейтською поштою в 2008 році.

### Хорватська пошта в Мостарі
12 травня 1993 року випущений перший випуск поштових марок Хорватської пошти в Мостарі. На марці зображено статуя Діви Марії і церква в Меджугор'є. Номінал — 2000 хорватських динарів. У районах, контрольованих Хорватською радою оборони (Герцеговина, Центральна Боснія і Босанська Посавіна), в обігу з 1992 року був хорватський динар. У той же час продовжували використовуватися поштові марки колишньої Югославії з надпечаткою «Suverena Bosna i Hercegovina» («Суверенна Боснія і Герцеговина») або «Suverena Herceg-Bosna» («Суверенна Герцег-Босна»). З 1993 року по наш час написи на поштових марках цієї території змінювалися наступним чином:
- З травня 1993 року до 2 грудня 1994 року напис: «PT HZ HB — Pošta i telekomunikacije Hrvatske zajednice Herceg-Bosna» («Пошта і телекомунікації хорватської спільноти Герцег-Босна»),
- З 2 грудня 1994 року до 3 квітня 1997 року напис: «Bosna i Hercegovina Hrvatska republika Herceg-Bosna» («Боснія і Герцеговина Хорватська республіка Герцег-Босна»),
- З 4 квітня 1997 року по 31 грудня 1998 року напис: «Bosna i Hercegovina HPT Herceg-Bosne» («Боснія і Герцеговина ХПТ Герцег-Босна»),
- З 1 січня 1999 року по 31 грудня 2002 року напис: «Bosna i Hercegovina HPT doo Mostar» («Боснія і Герцеговина ХПТ д. о. о. Мостар»),
- З 1 січня 2003 по теперішній час напис: «Bosna i Hercegovina HP doo Mostar» («Боснія і Герцеговина ХП д. о. о. Мостар»).

Особи, що з'являлися на поштових марках Хорватської пошти в Мостарі, відносяться, в основному, до історії. Так, 20 травня 1993 року в третій емітованій марці з'являється зображення Сильвіє Страхимира Краньчевича, а кількома місяцями пізніше — Хрвоє Вукчича Хрватинича. У більш пізній період спостерігається тенденція до літературної тематики: в 1999 році на поштовій марці номіналом в 0,30 марки зображений Антун Бранко Шімич, а незабаром після цього — Нікола Шоп.
До 30 травня 1994 року в обігу разом з поштовими марками з номіналами в хорватських динарах, після змін в Хорватії, в Герцег-Боснії і на поштових марках з'явилася хорватська куна в якості грошової одиниці. Аж до 1 січня 1999 року куна була законним платіжним засобом на цій території. Після введення конвертованої марки Хорватська пошта в Мостарі змінює зовнішній вигляд і символіку на поштових марках. 10 лютого 1994 року вийшла поштова марка з додатковим позначенням «Hrvatska republika Herceg-Bosna» («Хорватська республіка Герцег-Босна»), така що єдиною відмінністю є емблема Хорватської пошти в Мостарі («HPTM»), яка, як правило, надрукована в нижній частині марки. Випуски Хорватської пошти в Мостарі по тематиці не відрізняються від випусків інших пошт в Боснії і Герцеговині, але акцент робиться на міста, регіони і персоналії з історії хорватів Боснії і Герцеговини (Ливно, Яйце, Томиславград, Любушки і т. д.). Тиражі випусків — від 80 тисяч до 200 тисяч примірників. У рік випускається близько 30 різних поштових марок, тематика яких в останні кілька років збігається з тематикою інших поштових відомств Боснії і Герцеговини, що свідчить про конкретну співпрацю між трьома поштами. Всі написи на поштових випусках Хорватської пошти в Мостарі — на латиниці. Крім поштових марок Хорватська пошта в Мостарі випускає і інші філателістичні матеріали, такі як картмаксимуми і конверти першого дня.
На поштових марках Хорватської пошти в Мостарі з 2009 році поряд з написом «Bosna i Hercegovina» («Боснія і Герцеговина»), вживається додатковий напис «Federacija Bosna i Hercegovina» («Федерація Боснії і Герцеговини») або скорочено: «FBIH».

### Сербська пошта в Баня-Луці
Після утворення на території Боснії і Герцеговини Республіки Сербської, 26 жовтня 1992 року в поштових марках колишньої Югославії з'явилася надпечатка тексту «Републіка Српска» («Республіка Сербська») кирилицею. Номінали югославських марок були перекреслені однією або двома лініями і були надпечатана нові номінали від 5 до 500 динарів. Марки були дійсні до 24 січня 1994 року. У той же час вийшла нова серія 1993 року трьох малюнків і шести номіналів, із зображенням національного смичкового інструменту, сербського герба і монастиря Жітомісліча під Мостар. Пошта Республіки Сербської до введення конвертованої марки використовувала югославський динар (спочатку — динар Республіки Сербської), але на марках були надруковані літери «A» — для внутрішньої кореспонденції, «R» — для заказнх листів.
Малюнки марок спочатку носили, головним чином, релігійний характер, але з часом сербська пошта стала емітувати серії марок з зображенням флори і фауни, футболу, мостів, Олімпійських ігор, персонажів літературних творів Бранко Чопича, Йована Дучича, Меші Селімовича, Алекси Шантича, Петара Кошича, Іво Андрича, і т. д. Марки мають відносно високу вартість на європейському ринку, як завдяки їх сюжетам, так і з-за малих тиражів, які у деяких серій варіюються від 10 до 14 тисяч марок, що є відносно малим показником. На всіх марках був напис «Републіка Српска» на кирилиці до 2003 року, до того як на них починає з'являтися напис «Босна і Херцеговіна», але додатковий напис «Републіка Српска» залишається і після цього. Крім того, ці поштові марки можна розрізняти по логотипу сербської пошти, який є на них усіх. Поодинокі випуски марок, як правило, містять написи на кирилиці, тоді як серії марок мають альтернативне написання на латиниці або на кирилиці.
У рік випускається близько тридцяти марок, які зазвичай друкуються в малих аркушах по 8 марок з віньєткою в середині листа, в листах 3х3 при однаковому способі друку і з однаковою зубцівкою. Треба сказати, що дизайн марок Республіки Сербської відповідає дизайну поштових марок колишньої Югославії, а також по графіку і тематиці відповідає, наприклад, маркам Сербії 1990-х років. Причини цього, ймовірно, носять економічний характер, тому що інші пошти друкують свої поштові марки в інших країнах (наприклад, Чорногорія друкувала ряд нових марок в Сараєві, але їх графіка близька до Сербії). Таке ж явище спостерігалося і в Чехії та Словаччині після розпаду Чехословаччини.

#### Доплатні марки
Сербська пошта з 14 вересня 1997 року випускає доплатні марки, які присвячені товариству Червоного Хреста, тижню боротьби з туберкульозом. Номінали — від 0,15 ND (нових динарів) в 1997 році до 0,20 KM в 2005 році. Деякі з них самоклеючі, відображають сучасні тенденції у виготовленні поштових марок. Зазвичай вони дійсні протягом тижня і повинні наклеюватися на кожен конверт. Малюнки нескладні: зображення дитини або зображення червоного хреста на білому тлі.

#### Персоніфіковані марки
З 2007 року пошта Республіки Сербської емітує і персоніфіковані поштові марки. Наслідуючи приклад інших європейських поштових служб (напр., Австрійської пошти), вона надає можливість випуску, на прохання державних організацій, приватних компаній або фізичних осіб, персоніфікованих марок бажаного малюнка. Малюнки можна замовляти, при цьому зазвичай вони виконуються на основі фотографій. Графічне рішення, як правило, пропонується самим поштовим відомством, але є можливість вибору між двома кольорами: синім і жовтим, а також між двома типами формату малюнка: вертикальних і горизонтальних. На марках, крім написів за бажанням клієнта і написів «Bosna i Hercegovina» («Боснія і Герцеговина»), «Republika Srpska» («Республіка Сербська»), «Pošte Srpske» («Сербська пошта»), присутній логотип сербської пошти та номінал марки. Ці марки були випущені в поштовому обігу і є законним засобом оплати поштового збору при пересиланні всередині країни. Маркетингова стратегія сприяла просуванню приватних фірм та інших організацій. Критерії схвалення малюнків невідомі, так само як і порядок регулювання дозволених сюжетів марок. Ціна залежить від замовленого тиражу і варіюється від 1,50 конвертованих марок (КМ) за штуку при тиражі 20-50 штук до 0,80 КМ при тиражі більше 1000 штук. Номінал — 0,70 КМ (станом на вересень 2008 року). Марки цього типу не каталогізуються в таких відомих каталогах як «Міхель», але описуються в спеціальних каталогах. До сих пір дані марки не каталогізовані ні в одному з відомих каталогів. Тираж випущених марок невідомий. Було емітовано 13 різних поштових марок.

#### Місцеві випуски
Посилаючись на брак стандартних марок, в 1994 році поштове відділення в Добої здійснило так званий місцевий випуск Добоя. Для цього були використані поштові марки Югославії періоду гіперінфляції, на яких штампом був вказаний новий номінал. Марки були в обігу в муніципалітетах Добой, Брод, Модрич і Дервента. Зважаючи на відсутність рішення поштового управління Сербської пошти про випуск цих марок вони вважалися незаконною емісією, проте вони були визнані відповідно до поштових правил відповідних муніципалітетів. У жовтні 1994 року марки були вилучені з обігу і офіційно знищені. Невелика їх кількість вціліла, але ринок поки не сформувався. Згідно філателістичних правил, це приватні випуски і не мають філателістичної цінності. Втім, у зв'язку з постійним оновленням каталогів поштових марок можна очікувати появи цих випусків в спеціалізованих каталогах через кілька років.

#### Інші випуски
Інші філателістичні матеріали Сербської пошти можна розділити на наступні групи:
- конверти першого дня,
- листівки першого дня,
- пам'ятні конверти,
- прості поштові листівки,
- ілюстровані поштові картки,
- філателістичні віньєтки.

Крім філателістичних віньєток, які використовуються в декоративних цілях і не мають номіналу, а також жодної характеристики поштового відправлення, вся інша продукція використовується в поштовому обігу або видається для потреб філателістів. Спільною рисою цієї продукції є те, що вона видається з особливих причин і ставить за мету відзначити важливі дати, події і т. д.

### Загальні випуски
Протягом останніх декількох років мали місце спроби емісії загальних випусків з більшим чи меншим успіхом. Крім випусків СЕРТ для Європи, які традиційно виходять в травні, коли майже всі поштові адміністрації Європи випускають серію однією тематики, кожна з трьох поштових служб Боснії і Герцеговини емітувала загальні поштові випуски з іншими країнами (наприклад, спільний випуск Пошти Боснії і Герцеговини і Катару 2003 року).
Одним із прикладів є спільний випуск поштової марки із зображенням Папи Іоанна Павла II, який мав бути однаковим для всіх трьох пошт, але через розбіжності з Поштою сербською зовнішній вигляд марок був змінений і вони були перевипущені. Поштова марка вийшла з приводу візиту Папи в Боснію і Герцеговину 22 червня 2003 року в Бані-Луці. Весь тираж реалізувався в поштовому відділенні в Сараєві і використовується в звичайному поштовому обігу. Цей випуск носить винятковий характер також і тому, що на марці Хорватської пошти в Мостарі напис «Боснія і Герцеговина» надрукована на кирилиці. Також емісією майже ідентичних поштових марок було відзначено десятиліття Дейтонської угоди в Боснії і Герцеговині усіма трьома поштовими службами, які розрізнялися логотипом пошти, формою і розміром поштової марки.
Крім первісної тематики, за деякими винятками, всі три пошти Боснії і Герцеговини утримувалися від створення культу деяких історичних постатей, деяких політичних партій і, крім виняткових випадків, — націоналізму. Відображення на поштових марках релігійних мотивів або історичних народних осіб не порушує правил випуску поштових марок, тому що це типові сюжети і для інших поштових адміністрацій, але в силу специфіки політичної ситуації в Боснії і Герцеговині деякі випуски були визнані недоречними.
Один з рідкісних незвичайних випусків, який майже невідомий на філателістичному ринку, являє собою серія з чотирьох марок Пошти Боснії і Герцеговини 1999 року по темі «Мінерали», на яких представлені мінерали з Тузли, Витеза, Бусовача і Сребрениці. Тираж серії — 30 тисяч примірників, при цьому виникає питання про нормальний їх поштовий обіг, хоча цю серію можна придбати на пошті в Сараєві.
Поштова марка із загальним сюжетом була випущена в 2011 році з нагоди 150-річчя від дня народження Фрітьйофа Нансена, норвезького дипломата, дослідника і лауреата Нобелівської премії миру 1922 року. Марки цього випуску відрізняються тільки додатковим написом для Федерації Боснії і Герцеговини і Республіки Сербської, назви яких написані на кирилиці або на латиниці, а також зображеннями логотипів відповідної пошти.

## Фальсифікації
В період існування Королівства сербів, хорватів і словенців (1919—1921), крім незліченних різновидів надпечаток, є багато підроблених марок, які без перевірки не мають великої цінності.
На сучасному етапі поява поштових марок на території Республіки Сербської призвела до появи і підробок. Метою підробок було або заподіяння шкоди пошті, або заподіяння шкоди філателістам. Спочатку фальсифікацію полегшувала низька якість надпечаток першої серії і наявність безлічі поштових марок Югославії з аналогічними надпечаткамі, які, тим не менш, не каталогізовані, тому для більшості марок цієї серії, як і для конвертів, необхідний сертифікат філателістичної експертизи. Надалі спостерігалися підробки з різними поєднаннями франкірованних листів і різними поштовими марками. Поява підроблених конвертів першого дня почалася після формування високого попиту на філателістичну продукцію Пошти сербської, а також на початку відносної ізоляції пошти в Бані-Луці. Ці фальшивки легко впізнаються по поганим поштовим штемпелям.
У 1998 році поштові влади Боснії і Герцеговини двічі сповіщали керівні органи ВПС про існування фальшивих марок, незаконно вироблених від імені країни і як такі, що мають спекулятивний характер. Йшлося про марки з написами «Serbian Republic» («Сербська республіка») і «Herceg Bosnia» («Герцег-Боснія»).

## Посилання

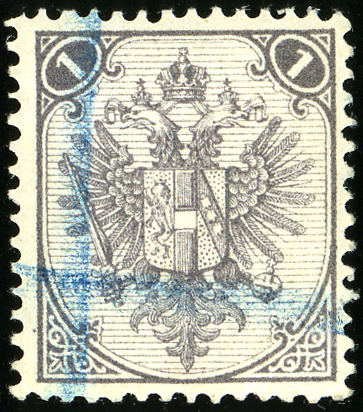
1 крейзер. Перший випуск (1879). Літографія.

## Австро-Угорщина
Перший випуск марки був зроблений 1879 році для Боснії та Герцеговини, невдовзі після її окупації Австро-Угорщиною 1878 році. У цієї марки не має тексту, але на ній зображено австрійський герб з двома орлами.

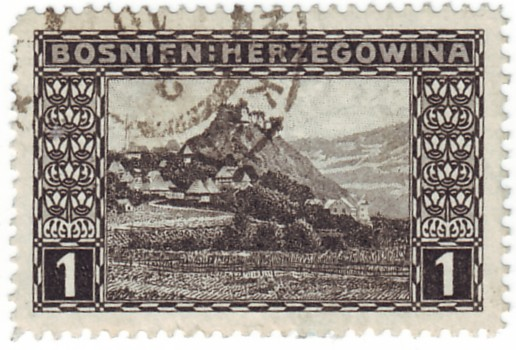
Марка із зображенням Добоя (1906)

Марка випущена в німецькій Боснії і Герцеговині в 1906 році. На ній зображено пейзажі і пам'ятки, в тому числі види міста Добой і бізнес-квартал Сараєво.
У 1910-х роках було виготовлено низку марок військової тематики, на переважній більшості з яких зображений Франц Йосиф I. Випускалися також газетні марки, на яких було зображено дівчину в боснійському костюмі (1913) та інші поштові марки (1904 та 1916). 

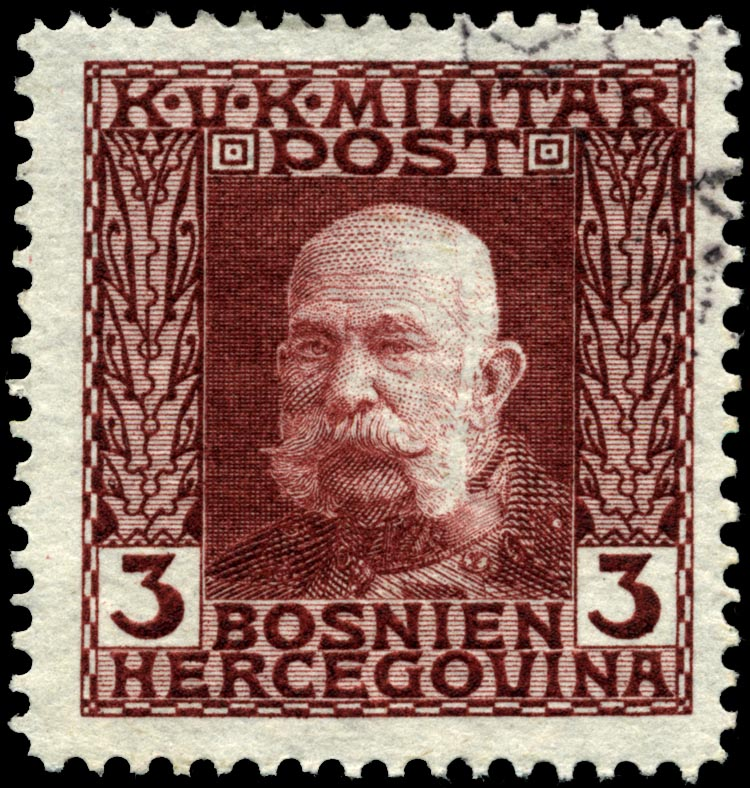
Військова поштова марка із зображенням Франца Йосифа I (1912)
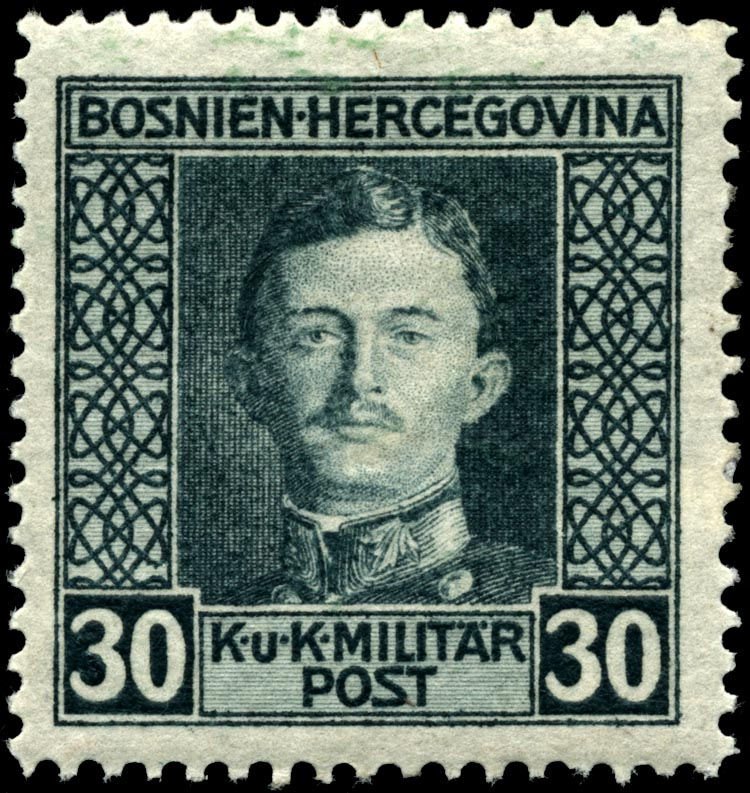
Військова поштова марка (1917)
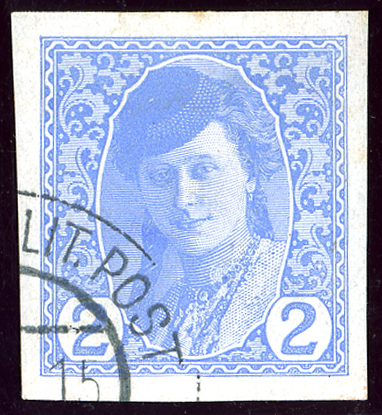
Газетна марка (1913)

## Марки 1918 року

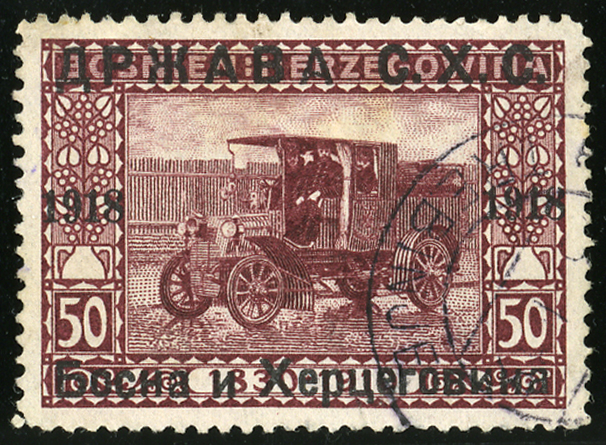
Марка 1918 року

1918 року Боснія і Герцеговина була об'єднана в новостворене Королівство сербів, хорватів і словенців.
У тому ж році були надруковані марки. Деякі з латинських символів написані «DRZAVA SHS / 1918 1918 / Bosna i Hercegovina» («Держава словенців, хорватів та сербів / Боснія та Герцеговина») та інших подані у їхньому кириличному еквіваленті.
Перші марки у королівстві призначені для користування були створені в січні 1921 року.
1929 року назва Королівства було змінено на Королівство Югославія. Після Другої світової війни королівство стало Соціалістичною Федеративною Республікою Югославія, а Боснія і Герцеговина використовувала саме югославські марки до незалежності в 1992 році.

## Період незалежності
Після здобуття незалежності у 1992 році в країні існує три поштові органи, які співвідносяться етнічному та адміністративному поділу країни. Марки видаються:
- поштами Боснії та Герцеговини (BH Pošta, Сараєво),
- хорватськими поштами (HP Mostar, Mostar);
- сербськими поштами (Srpske pošte, Banja Luka).

У Федерації Боснії та Герцеговини діють марки, видані BH pošta (райони, контрольовані Армією Боснії та Герцеговини в 1995 році).

### Федерація Боснії та Герцеговини
На марках від 27 жовтня 1993 року було написано Республіка Боснія та Герцеговина, а з 1996 року — надпис був змінений на Боснія та Герцеговина.
До 1 жовтня 1998 року грошовою одиницею був динар Боснії та Герцеговини, а після сталаконвертована марка.
HP Mostar видає марки від 12 травня 1993 року. Спочатку марки були написані Боснією та Герцеговиною / Хорватією Республікою Герцег-Боснією, або скорочено HR Herceg-Bosna.
З 1996 року на марках є напис Боснія і Герцеговина, але з логотипом, який відрізняється від BH pošta в Сараєво. Початково був зображена Хорватська куна, а з 1999 року — це конвертована марка Боснії та Герцеговини.
Обидва органи поштового зв'язку з 2011 року використовують подвійну мітку Боснія та Герцеговина / Федерація Боснії і Герцеговини (іноді скорочено ФБР), зберігаючи різні логотипи та зони використання.

### Республіка Сербська
Республіка Сербська в Баня-Луці почала видавати марки 26 жовтня 1992 року. Марки спочатку мали лейбл Республіка Сербська, а валюта була до 24 грудня югославським динаром.
З 15 липня 2003 року на марках використовується подвійний лейбл Боснія і Герцеговина / Республіка Сербська. На марках зазвичай використовується кирилиця, тому напис зроблений нею Pepubҝa Српска.

## Галерея

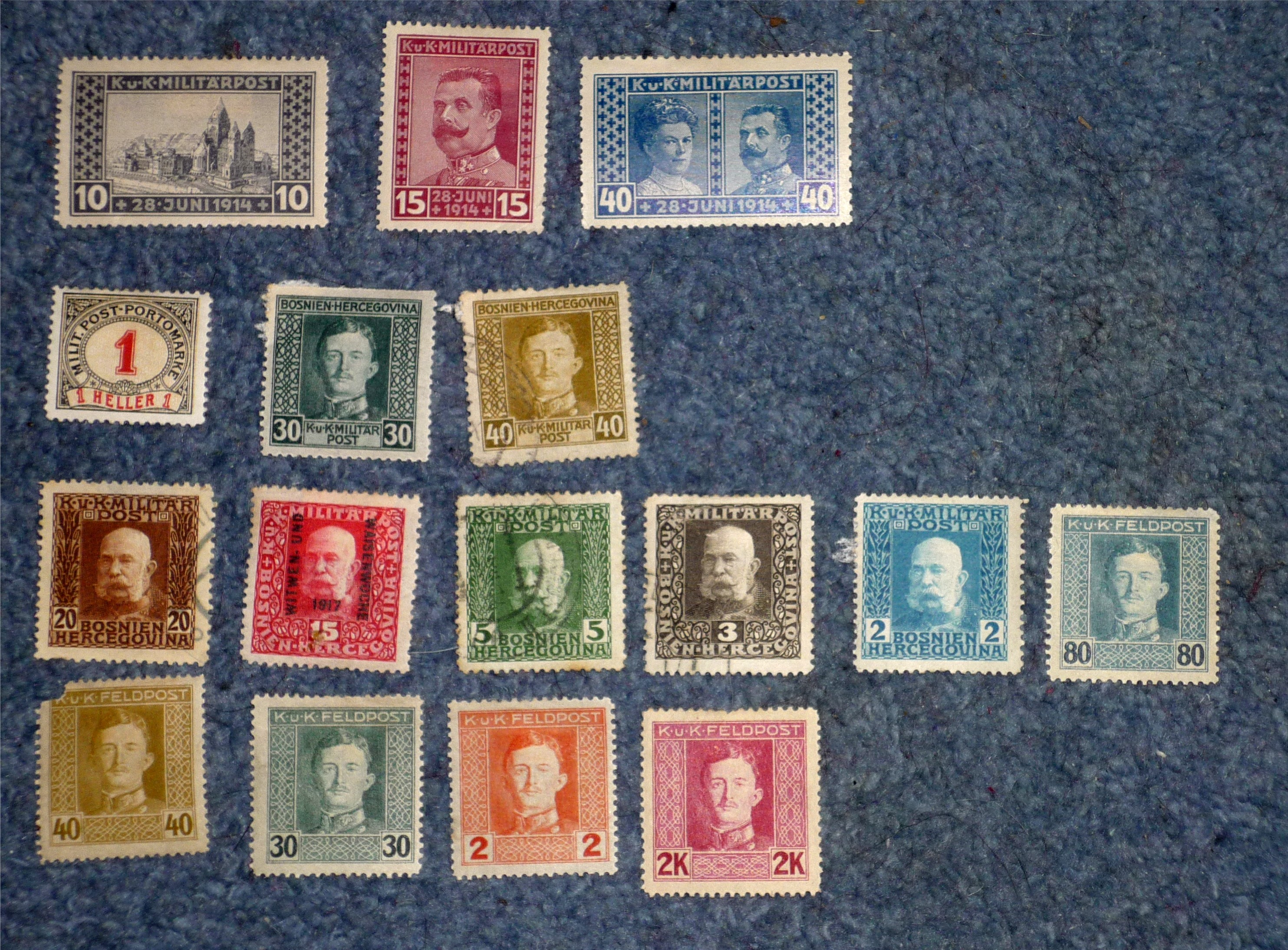
Марки із зображенням Франца Фердинанда І
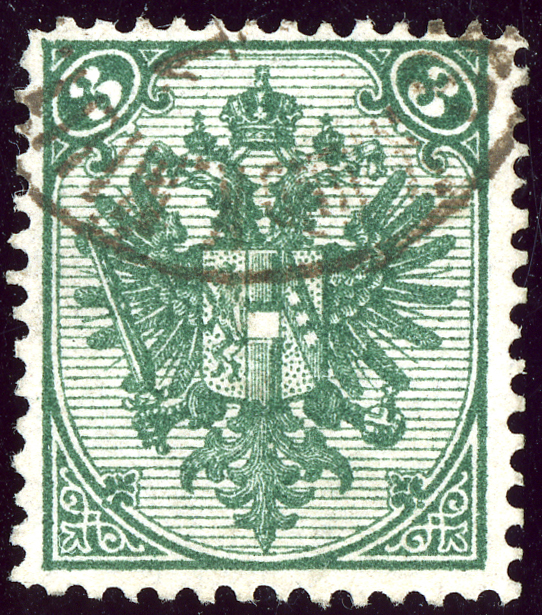
Марка 1879 року
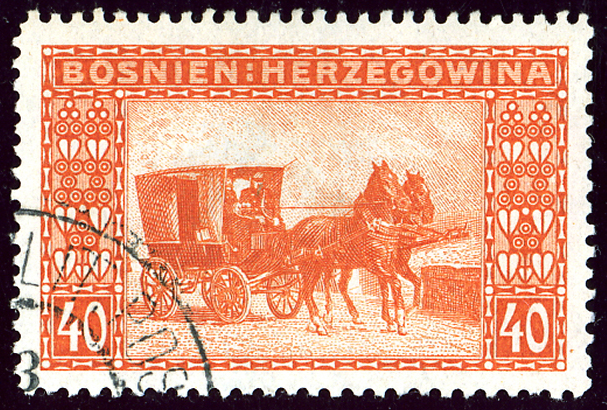
Марка 1906 року
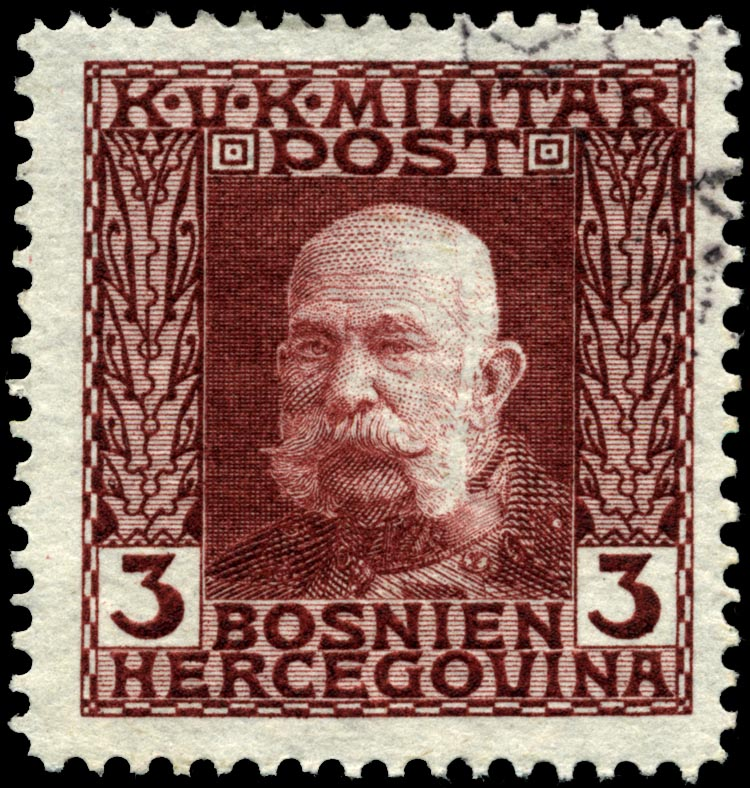
Марка 1912 року
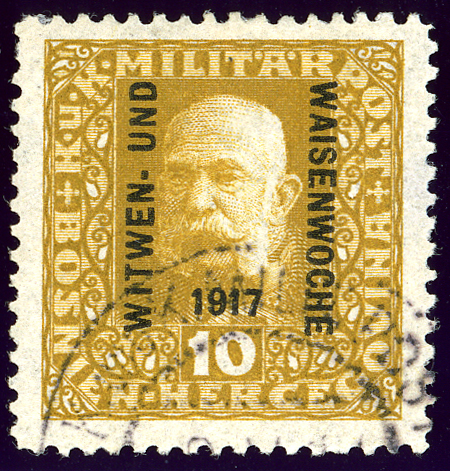
Марка 1917 року
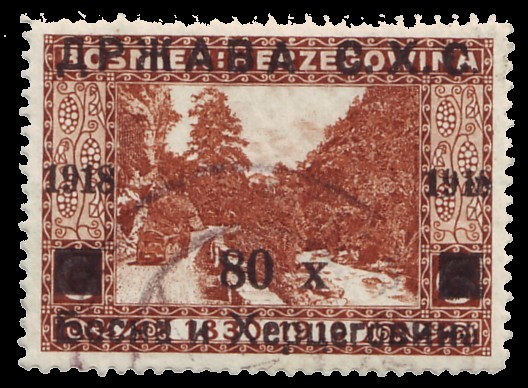
Марка 1918 року